# Bermudes aux Jeux olympiques d'été de 2016
Les Bermudes participent aux Jeux olympiques d'été de 2016 à Rio de Janeiro au Brésil du 5 au 21 août. Il s'agit de sa 18e participation à des Jeux d'été.

## Athlétisme

### Homme

#### Courses
| Athlètes       | Compétitions | Série   | Série | Demi-Finales | Demi-Finales | Finale  | Finale  |
| Athlètes       | Compétitions | Temps   | Rang  | Temps        | Rang         | Temps   | Rang    |
| -------------- | ------------ | ------- | ----- | ------------ | ------------ | ------- | ------- |
| Harold Houston | 200 mètres   | 20 s 85 | 6e    | Éliminé      | Éliminé      | Éliminé | Éliminé |

#### Concours
| Athlètes     | Compétitions     | Série    | Série | Finale   | Finale  |
| Athlètes     | Compétitions     | Résultat | Rang  | Résultat | Rang    |
| ------------ | ---------------- | -------- | ----- | -------- | ------- |
| Tyrone Smith | Saut en longueur | 7,81 m   | 16e   | Éliminé  | Éliminé |

## Aviron
Légende: FA = finale A (médaille) ; FB = finale B (pas de médaille) ; FC = finale C (pas de médaille) ; FD = finale D (pas de médaille) ; FE = finale E (pas de médaille) ; FF = finale F (pas de médaille) ; SA/B = demi-finales A/B ; SC/D = demi-finales C/D ; SE/F = demi-finales E/F ; QF = quarts de finale; R= repêchage
| Athlète          | Compétition  | Séries        | Séries | Repêchage | Repêchage | Quarts de finale | Quarts de finale | Demi-finales  | Demi-finales | Finale        | Finale |
| Athlète          | Compétition  | Temps         | Rang   | Temps     | Rang      | Temps            | Rang             | Temps         | Rang         | Temps         | Rang   |
| ---------------- | ------------ | ------------- | ------ | --------- | --------- | ---------------- | ---------------- | ------------- | ------------ | ------------- | ------ |
| Michelle Pearson | Skiff femmes | 8 min 22 s 15 | 3 QF   | exempt    | exempt    | 7 min 34 s 00    | 4 SC/D           | 8 min 05 s 78 | 2 FC         | 7 min 34 s 41 | 16     |

## Natation
| Athlète         | Épreuve      | Séries        | Séries | Demi-finales | Demi-finales | Finale  | Finale  |
| Athlète         | Épreuve      | Temps         | Rang   | Temps        | Rang         | Temps   | Rang    |
| --------------- | ------------ | ------------- | ------ | ------------ | ------------ | ------- | ------- |
| Julian Fletcher | 100 m brasse | 1 min 02 s 73 | 40e    | Éliminé      | Éliminé      | Éliminé | Éliminé |